# Bitwa pod Chełmem (1920)
Bitwa pod Chełmem – walki polskiej 7 Dywizji Piechoty z oddziałami sowieckich 7 i 25 Dywizji Strzelców w czasie II ofensywy Frontu Zachodniego Michaiła Tuchaczewskiego w okresie wojny polsko-bolszewickiej.

## Geneza
W pierwszej dekadzie lipca 1920 przełamany został front polski nad Autą, a wojska Frontu Północno-Wschodniego gen. Stanisława Szeptyckiego cofały się pod naporem ofensywy Michaiła Tuchaczewskiego. Naczelne Dowództwo Wojska Polskiego nakazało powstrzymanie wojsk sowieckiego Frontu Zachodniego na linii dawnych okopów niemieckich z okresu I wojny światowej. Sytuacja operacyjna, a szczególnie upadek Wilna i obejście pozycji polskich od północy, wymusiła dalszy odwrót wojsk polskich. 1 Armia gen. Gustawa Zygadłowicza cofała się nad Niemen, a 4 Armia nad Szczarę. Obrona wojsk polskich na linii Niemna i Szczary również nie spełniła oczekiwań. W walce z przeciwnikiem oddziały polskie poniosły duże straty i zbyt wcześnie rozpoczęły wycofanie na linię Bugu.
Plan polskiego Naczelnego Dowództwa zakładał, że 1. i 4. Armia oraz Grupa Poleska powstrzymają bolszewików i umożliwią przygotowanie kontrofensywy z rejonu Brześcia. Rozstrzygającą operację na linii Bug, Ostrołęka, Omulew doradzał też gen. Maxime Weygand.
Utrata twierdzy brzeskiej spowodowała, że plan Naczelnego Dowództwa Wojska Polskiego uderzenia znad Bugu w skrzydło wojsk Frontu Zachodniego Michaiła Tuchaczewskiego i rozegrania tam decydującej bitwy przestał być realny. Wojska polskie cofały się nadal, a kolejną naturalną przeszkodą terenową dogodną do powstrzymania sowieckiej ofensywy była Wisła.
Około południa 8 sierpnia 1920 dowódca 7 Dywizji Piechoty płk Karol Schubert otrzymał od dowódcy 3 Armii gen. Zielińskiego rozkaz opuszczenia linii Bugu. Odwrót rozpoczęto w godzinach wieczornych. Osłaniał 27 pułk piechoty. XIV Brygada Piechoty wycofała się w rejon Chełma, a XIII Brygada Piechoty do rejonu w okolicach Sawina.

## Walczące wojska
| Jednostka                             | Dowódca                      | Podporządkowanie   |
| Wojsko Polskie                        |                              |                    |
| 7 Dywizja Piechoty                    | płk Karol Schubert           | 3 Armia            |
| ⇒ XIV Brygada Piechoty                | płk Józef Olszyna-Wilczyński | 7 Dywizja Piechoty |
| → 11 pułk piechoty                    | ppłk Aleksander Zawadzki     |                    |
| → 27 pułk piechoty                    | ppłk Paweł Wierzbicki        |                    |
| ⇒ ochotniczy pułk wołyński            | mjr Drojowski †              |                    |
| ⇒ 8 pułk piechoty Legionów            |                              |                    |
| ⇒ batalion 164 pułku piechoty         |                              |                    |
| ⇒ batalion etapowy lubelski           |                              |                    |
| ⇒ 7 batalion wartowniczy              |                              |                    |
| ⇒ dywizjon 3 pułku artylerii ciężkiej | ppłk Witold Konczakowski     |                    |
| ⇒ pociąg pancerny „Zagończyk”         |                              |                    |
| Armia Czerwona                        |                              |                    |
| 7 Dywizja Strzelców                   |                              |                    |
| 25 Dywizja Strzelców                  |                              |                    |
| 328 pułk strzelców                    |                              |                    |
| kubański pułk kawalerii               |                              |                    |

## Działania wojsk w rejonie Chełma

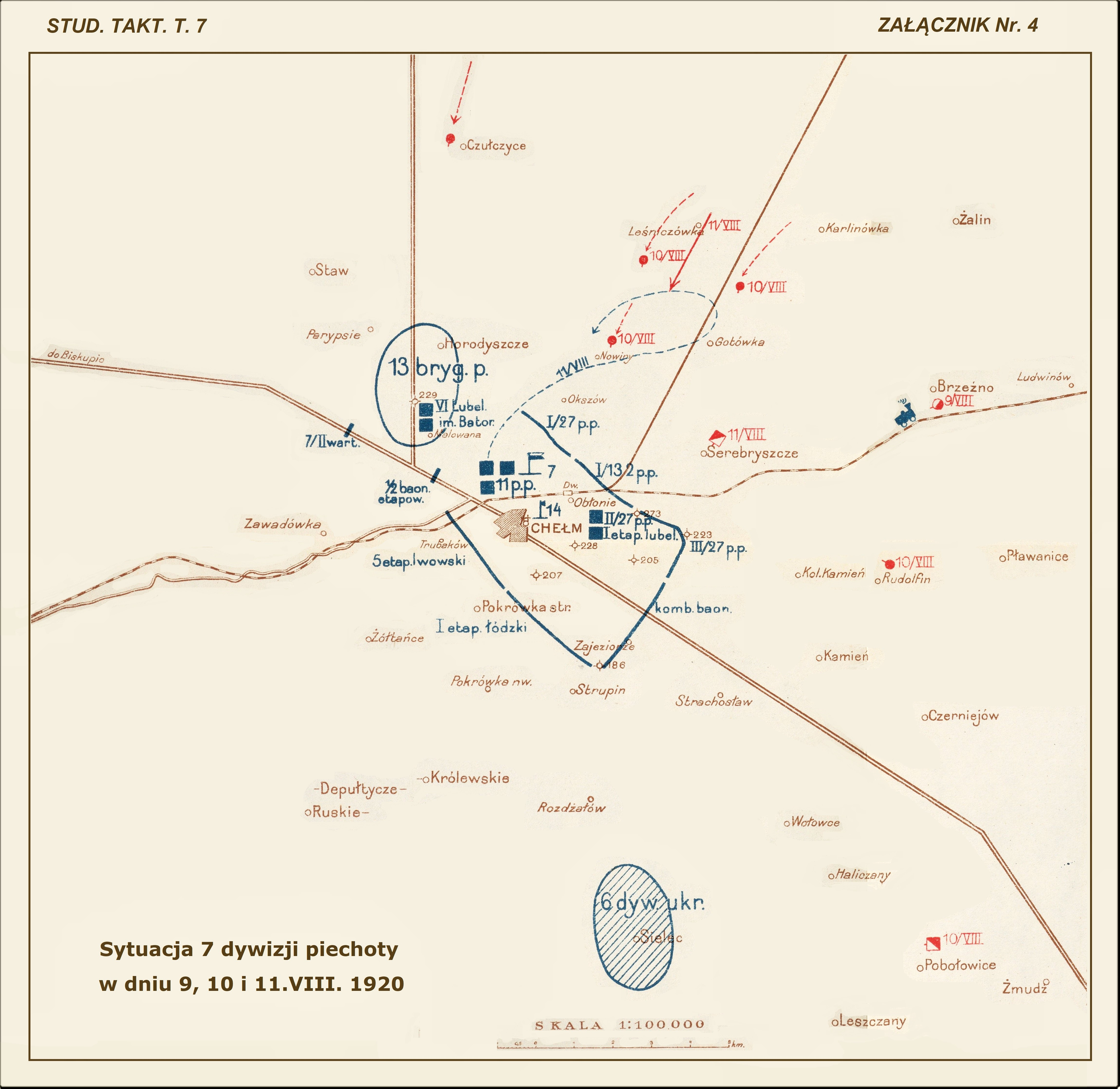
Położenie 7 DP do 11 sierpnia 1920

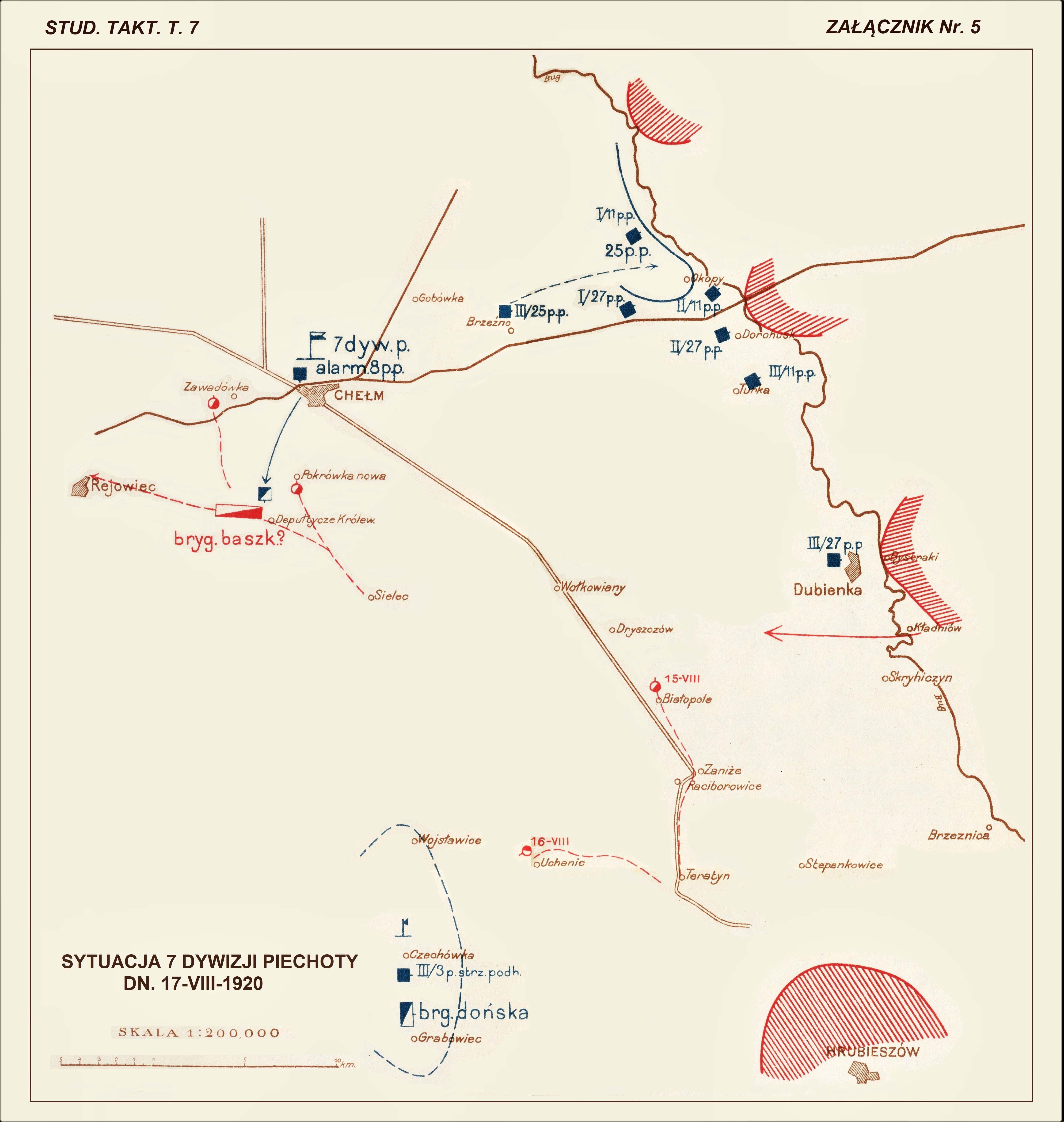
Położenie 7 DP 17 sierpnia 1920

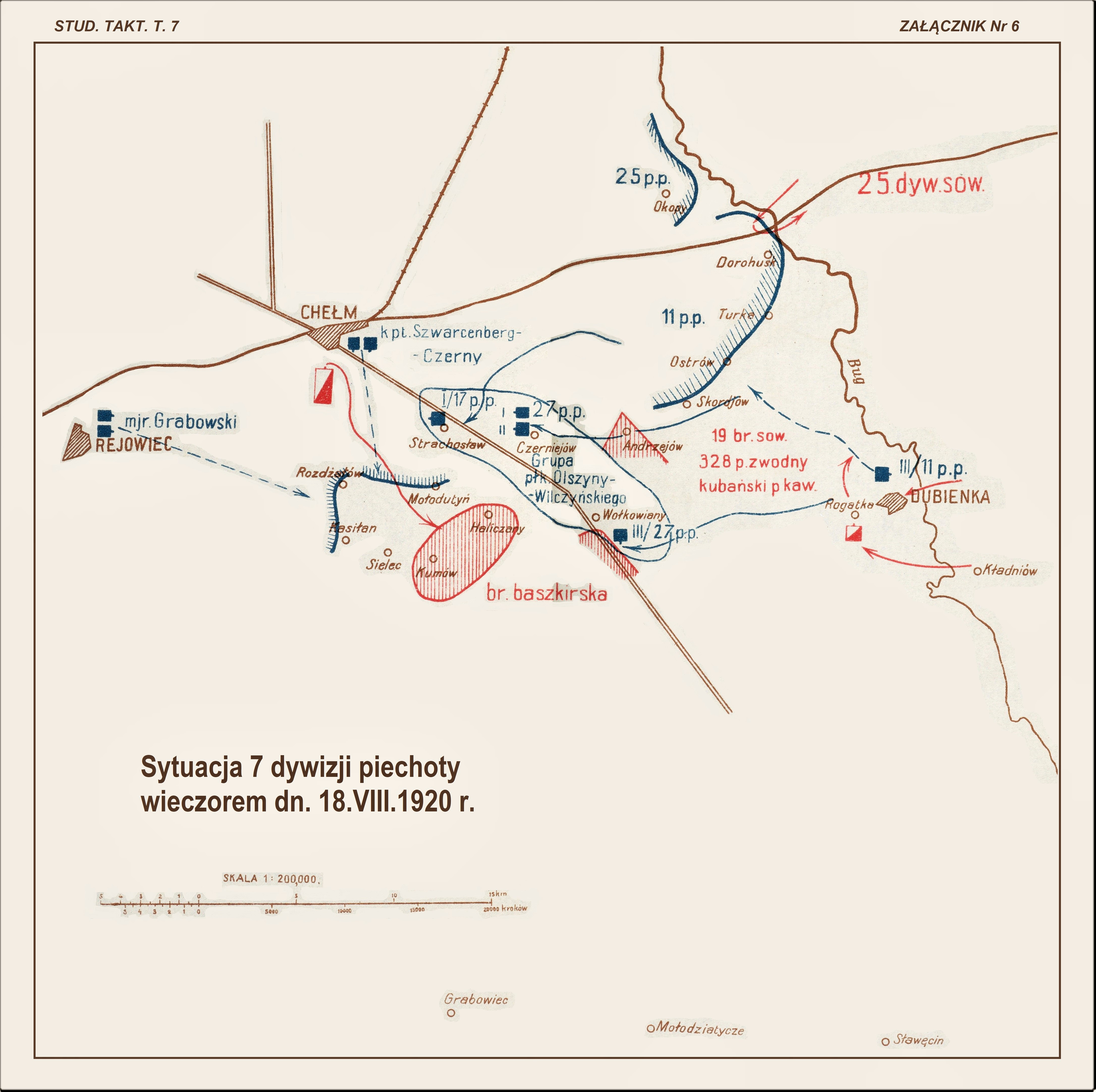
Położenie 7 DP 18 sierpnia 1920

Po przerwaniu przez nieprzyjaciela frontu nad Bugiem, dowodzący 3 Armią gen. Zygmunt Zieliński wydał płk. Karolowi Schubertowi rozkaz przesunięcia głównych sił dywizji do rejonu Chełma z zadaniem zwalczania oddziałów sowieckich posuwających się na Lublin.
9 i 10 sierpnia płk Schubert dokonał przegrupowania dywizji: XIV Brygada Piechoty obsadziła Chełm, zaś XIII BP skoncentrowała się na północ od miasta w rejonie Malowana - Horodyszcze. 11 sierpnia po południu nieprzyjaciel zaczął ostrzeliwać miasto ogniem artylerii. Punkt obserwacyjny umieszczony na wieży cerkwi w Chełmie zameldował o ruchu licznych kolumn sowieckich wokół miasta.
Kolejnym rozkazem dowódca armii nakazał 7 Dywizji Piechoty wyrzucić oddziały Armii Czerwonej za Bug i obsadzić rzekę na odcinku Świerże – Dorohusk. W tym czasie płk Schubert dysponował XIV Brygadą Piechoty, słabym ochotniczym pułkiem wołyńskim im. Batorego i pociągiem pancernym „Zagończyk”. Posiadał też dokładne informacje o zamiarach przeciwnika i rozmieszczeniu jego sił.
Pragnąc uprzedzić planowane uderzenie dwóch brygad sowieckich na Chełm, polska XIV Brygada Piechoty ruszyła o świcie 13 sierpnia wzdłuż linii kolejowej Chełm - Kowel. W walce wspierał ją pociąg pancerny „Zagończyk”. Bijąc kolejno odosobnione oddziały przeciwnika, w ciągu kilku godzin brygada wyrzuciła Sowietów za Bug i obsadziła zachodni brzeg rzeki. Po walce nadszedł kolejny rozkaz, a płk Schubert rozpoczął przygotowania do uderzenia na Hrubieszów i wsparcia w walce Brygady Kozaków Dońskich Wadima Jakowlewa. Zasadniczym celem było przywrócenie obrony polskiej na Bugu na odcinku Dubienka – Hrubieszów.
W trakcie przegrupowania dywizji do rejonu działań, dowództwo sowieckie wykorzystało lukę jaka wytworzyła się w polskim froncie pod Hrubieszowem i skierowało od południa na Chełm 19 Brygadę Strzelców, 328 pułk strzelców i kubański pułk kawalerii. W tym czasie w mieście stacjonowała jedynie jazda dywizyjna - II dywizjon 5 pułku strzelców konnych mjr. Tadeusza Kossaka i oddziały sztabowe 7 Dywizji Piechoty. Jako że utrata Chełma groziła destabilizacją frontu 3 Armii i wyjściem nieprzyjaciela na tyły wojsk wykonujących uderzenie znad Wieprza, płk Schubert zatrzymał przybyły koleją batalion 8 pułku piechoty Legionów przeznaczony do wzmocnienia 3 DP Leg. i odwołał natarcie na Hrubieszów. Zmienił także zadanie grupie płk. Józefa Olszyny-Wilczyńskiego. Grupa otrzymała  rozkaz uderzenia w kierunku Sielec, na tyły nieprzyjaciela maszerującego na Chełm od południa.
Pułkownik Olszyna-Wilczyński ugrupował grupę w trzy kolumny. Pierwsza kolumna w sile I/11 pułku piechoty osiągnęła bez przeszkód Strachosław. Druga kolumna w składzie I i II batalionu i 11 kompanii 27 pułku piechoty, zaatakowana po przejściu Andrzejowa z dwóch stron, przeszła sama do kontrataku, rozbiła nieprzyjaciela w Czerniejowie i osiągnęła szosę na Hrubieszów. Trzecia kolumna w składzie III batalionu 27 go pułku wymaszerowała z Rogatki o północy. W Wołkowianach starła się z piechotą nieprzyjaciela. Odparła jednak atak, zadając wrogowi duże straty i zamknęła drogi na Chełm od południa. Także dowództwo 3 Armii wysłało do obrony Chełma wszystkie odwody, jakimi aktualnie rozporządzało. Były to: batalion 164 pułku piechoty, batalion etapowy lubelski, 7 batalion wartowniczy i dywizjon 3 pułku artylerii ciężkiej. Rano 18 sierpnia  artyleria sowiecka rozpoczęła ostrzał miasta. W tym czasie większość odwodów była w trakcie wyładowywania z transportów kolejowych. Walkę ogniową podjął dywizjon 3 pułku artylerii ciężkiej i zmusił baterie sowieckie do milczenia. Zanim piechota sowiecka uderzyła na miasto, na tyły 19 BS uderzyła grupa płk. Olszyny-Wilczyńskiego. Zaskoczony przeciwnik rozpoczął odwrót.

## Bilans walk
Polacy obronili miasto. Grupa pułkownika Józefa Olszyny-Wilczyńskiego nie wykorzystała jednak sukcesu, działała opieszale, pozwalając sowieckiej 19 Brygadzie Strzelców wyjść z okrążenia i uniknąć klęski.